# オペル・シグナム
シグナム（Signum ）は、GMが製造、オペルブランドで販売していた乗用車である。

## 概要
3代目オペル・ベクトラをベースとして2003年に販売を開始した。
2005年、マイナーチェンジを実施した。